# Abidos, Pyrénées-Atlantiques
Abidos là một xã của tỉnh Pyrénées-Atlantiques, thuộc vùng Nouvelle-Aquitaine, tây nam nước Pháp.